# Harrison Page
Harrison Page (27 agosto 1941) è un attore statunitense.

## Biografia
Membro dell'Actors Studio, è noto principalmente per aver interpretato l'irascibile Capitano Trunk nella serie poliziesca della ABC degli anni ottanta Troppo forte!. Era anche tra i protagonisti della serie C.P.O. Sharkey, con Don Rickles.
Nel corso della sua carriera ha preso parte a film cult come Lungo la valle delle bambole, Lionheart - Scommessa vincente con Jean-Claude Van Damme e Carnosaur - La distruzione.

## Filmografia parziale

### Cinema
- Vixien, regia di Russ Meyer (1968)
- Lungo la valle delle bambole (Beyond the Valley of the Dolls), regia di Russ Meyer (1970)
- Detective G (Trouble Man), regia di Ivan Dixon (1972)
- Lionheart - Scommessa vincente (Lionheart), regia di Sheldon Lettich (1990)
- Carnosaur - La distruzione (Carnosaur), regia di Adam Simon e Darren Moloney (1993)
- Bad Ass, regia di Craig Moss (2012)

### Televisione
- Love Thy Neighbor – serie TV, 11 episodi (1973)
- Kojak – serie TV, 3 episodi (1974-1977)
- CPO Sharkey – serie TV, 37 episodi (1976-1978)
- Supertrain – serie TV, 9 episodi (1979)
- La piccola grande Nell (Gimme a Break!) – serie TV, 8 episodi (1981-1984)
- Hill Street giorno e notte (Hill Street Blues) – serie TV, 4 episodi (1983-1984)
- Benson – serie TV, 3 episodi (1983-1984)
- Troppo forte! (Sledge Hammer!) – serie TV, 41 episodi (1986-1988)
- La signora in giallo (Murder, She Wrote) – serie TV, episodio 4x22 (1988)
- Ultraman: The Ultimate Hero – serie TV, 13 episodi (1993-1994)
- JAG - Avvocati in divisa – serie TV, 22 episodi (1997-2003)
- Ally McBeal – serie TV, 6 episodi (1997-2001)
- E.R. - Medici in prima linea (ER) – serie TV, 4 episodi (2001-2002)
- Cold Case - Delitti irrisolti (Cold Case) – serie TV, episodio 2x12 (2005)
- Players at the Poker Palace – serie TV, 15 episodi (2008)
- Grey's Anatomy – serie TV, episodio 7x13 (2011)
- CSI - Scena del crimine (CSI: Crime Scene Investigation) – serie TV, episodio 13x07 (2012)
- Better Things – serie TV, 5 episodi (2017-2019)

## Doppiatori italiani
Nelle versioni in italiano delle opere in cui ha recitato, Harrison Page è stato doppiato da:
- Marco Balbi in Troppo forte!, Ally McBeal (ep. 1x10, 2x03)
- Angelo Nicotra in Lionheart - Scommessa vincente
- Nino Prester in Carnosaur - La distruzione
- Roberto Draghetti in Cold Case - Delitti irrisolti
- Augusto Di Bono in Supertrain
- Franco Zucca in La signora in giallo
- Oliviero Dinelli in CSI - Scena del crimine
- Silvano Piccardi in Ally McBeal (ep. 2x16)
- Ernesto Maria Rossi in Ally McBeal (ep. 3x16 e 3x18)
- Alberto Mancioppi in Ally McBeal (ep. 4x21)
- Tony Fuochi in Vixen
- Eugenio Marinelli in Grey's Anatomy